# François Fénelon
François Fénelon, voluit François de Salignac de la Mothe-Fénelon (kasteel Fénelon in Sainte-Mondane, 6 augustus 1651 – Kamerijk, 7 januari 1715) was een Frans schrijver, aartsbisschop, moralist, kanselredenaar en aanhanger van het quiëtisme. Door zijn maatschappelijke kritiek wordt hij gerekend tot de voorlopers van de verlichting. Zijn ideeën waren een rechtstreekse aanzet voor filosofen als Voltaire en Rousseau. Door de nadruk op het gevoel en zijn poëtische stijl kan men hem ook beschouwen als een voorloper van de romantiek.

## Biografie
Fénelon stamde uit een oud adellijk geslacht. Na beëindiging van zijn theologische studie werd hij in 1676 tot priester gewijd. Aan het Franse hof werd zijn gave als redenaar snel opgemerkt en Lodewijk XIV stuurde hem naar het westen van het land als bekeerder van hugenoten. Hierbij was hij een tegenstander van gedwongen bekeringen.
In 1689 kwam hij aan het hof als onderwijzer van de zevenjarige hertog van Bourgondië (een kleinzoon van Lodewijk XIV). Dankzij de hofgunst werd hij in 1693 gekozen als lid van de Académie française. In 1695 volgde zijn benoeming tot aartsbisschop van Kamerijk, met behoud van zijn functie aan het hof.
Onder invloed van Madame Guyon ijverde hij voor het quiëtisme. De groeiende invloed van de kliek van quiëtisten aan het Hof, die Madame de Maintenon onder hun invloed brachten en de jonge hertog van Bourgondië beïnvloedden, ergerde de koning en vooral bisschop Bossuet. Na de buiten medeweten van de schrijver gepubliceerde Explication des maximes des saints sur la vie intérieure (1697) werd hij heftig en onbillijk bestreden door Bossuet (Instruction sur les états d'oraison, 1697), wiens vriendschap hij verloor. Een beroep op de paus leidde tot veroordeling van zijn werk door paus Innocentius XII op 12 maart 1699.
In Kamerijk viel aartsbisschop Fénelon op door zijn pastorale ijver. Na 1700 werd hij er een bestrijder van het jansenisme.

## Werk
Zijn bekendste werk is de voor zijn pupil, de hertog van Bourgondië - le Petit Dauphin - geschreven pedagogische roman Les aventures de Télémaque (1699). Het boek werd eveneens buiten zijn medeweten gepubliceerd en bezorgde hem de woede van Lodewijk XIV (1638-1715), omdat deze in het boek een veroordeling had gelezen van zijn bewind; Lodewijk wilde de quiëtistische invloed aan het Hof, die politieke dimensies begon aan te nemen en bovendien de jonge kroonprins bereikte, definitief indammen. Fénelon werd van het hof verbannen - hij woonde een korte tijd in Eugies, in het huidige België - en kwam nooit meer terug aan het Hof. Contact met de hertog van Bourgondië werd strikt verboden.
In een aantal politieke geschriften, vooral in Examen de conscience sur les devoirs de la royauté (geschreven kort na 1702, verschenen 1734), Mémoires sur la guerre de succession d'Espagne (1710) en Plans de gouvernement (1711), uitte Fénelon onverholen kritiek op de oorlogspolitiek en het absolutisme van Lodewijk XIV. In de brief aan de hertog van Chevreuse (gedateerd 4 augustus 1710) sprak hij zeer duidelijk als zijn mening uit dat de natie (met natie bedoelde hij een vergadering van de hogere adel, de Pairs de France) betrokken diende te worden bij alle beslissingen die haar vitale belangen raken. Hij hoopte dat weldenkenden in de omgeving van de koning deze tot gedachten in die richting zouden weten te brengen en aan hen zijn zijn politieke geschriften (geen van alle voor publicatie bestemd) dan ook bij wijze van aansporing gericht.
Zijn boek uit 1712 Démonstration de l'existence de Dieu, tirée de la connaissance de la Nature et proportionnée à la faible intelligence des plus simples krijgt in Nederland aanzienlijke bekendheid, vooral binnen de beweging van de fysicotheologie. In 1715 komt een Nederlandse vertaling uit onder de titel  Bewys dat Godt is, genoomen uit de kennisse der natuure ende geschickt naar het geringe verstant van de allereenvoudigsten.

## Publicaties

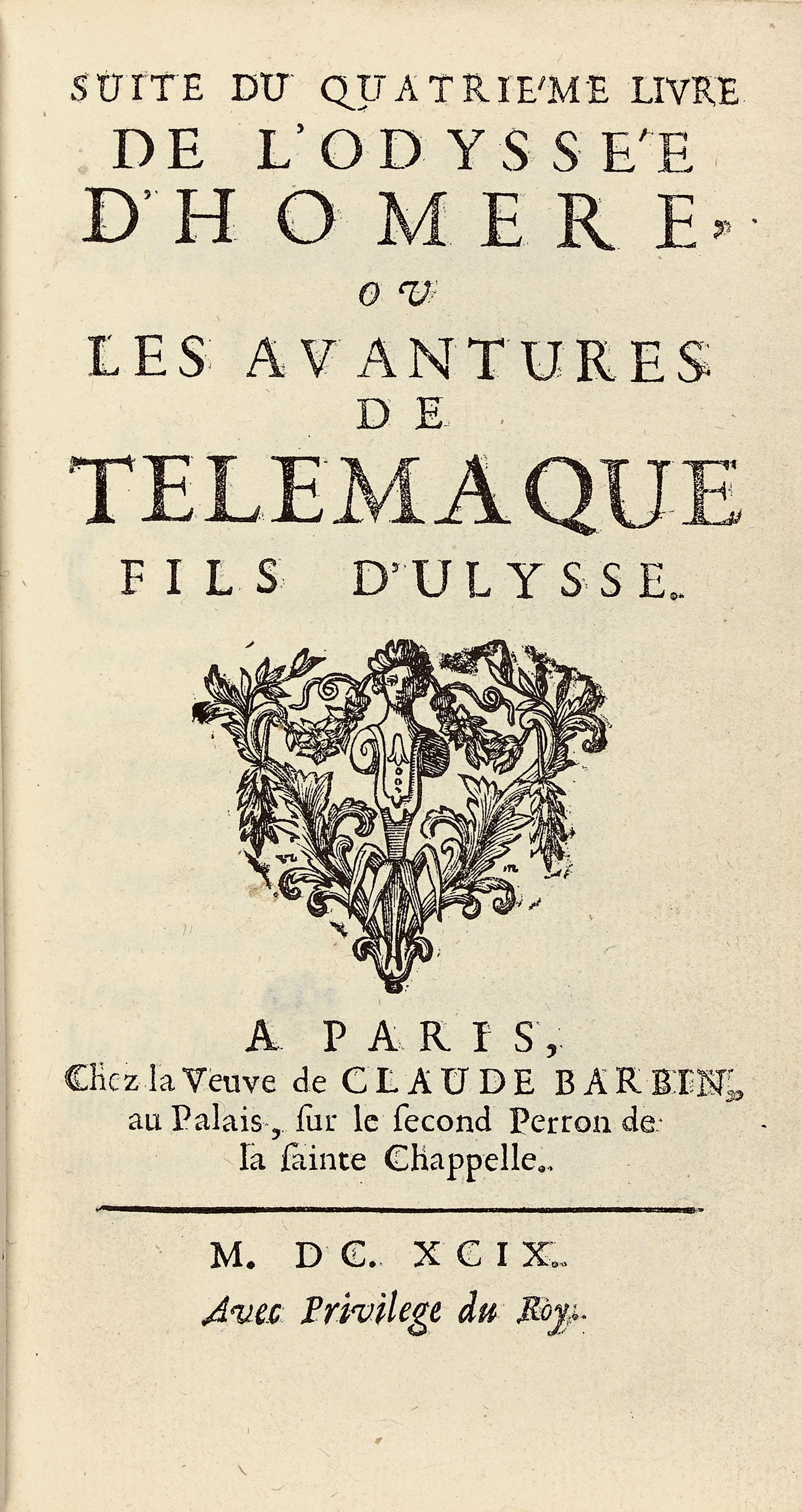
Titelblad van Les aventures de Télémaque

- Traité de l'éducation des filles (1687). Vertaald als: De opvoedinge der meisjes, als meede onderwys voor eene jonge prinsesse van den heer de la Chetardye[a] (1771)
- Fables, Les Dialogues des morts (1690). Vertaald als: Fabelen van Fenelon[b] (1818)
- Lettre à Louis XIV (1693). Vertaald als: Brief van Fénélon aan Lodewijk XIV[c] (1825)
- Explication des maximes des saints sur la vie intérieure (1697). Vertaald als: Verklaringe van de Maximen der Heyligen over het inwendige (geest'lyk) leeven[d] (1699); Byvoegselen rakende het boek genaamt de maximen der heyligen, over het inwendige (geestelyk) leeven door ... Fr. Salignac Fenelon ... : Bestaande in I. Brief van dien heer aan den Paus. I. Brief van den 3. Aug. 1697. Verklaringe der drie Prelaten ... Tegen 't genoemde boek. XXXIV. Artykelen den 16. en 26. April 1695 tot Issy bekragtigt. I. Brief van den Koning van Vrankryk aan den Paus[e] (1699)
- Les aventures de Télémaque (1699). Vertaald als: De gevallen van Telemachus, soone van Ulysses; of vervolg van het vierde boek der Odyssea van Homerus[f] (1700)
- Examen de conscience sur les devoirs de la royauté (geschreven kort na 1702, in 1734 verschenen)
- Mémoires sur la guerre de succession d'Espagne (1710)
- Plans de gouvernement (1711)
- Les délices de l'homme de bien, ou La religion connue et sentie (17??). Vertaald als: De wellust der braven of de gekende en regt gesmaakte godsdienst[g] (1821)
- Abrégé de la vie des plus illustres philosophes de l'antiquité, avec leurs dogmes, leurs systèmes, leur morale, et un recueil de leurs plus belles maximes (17??). Vertaald als: Korte levensschetsen van de meest vermaarde wijsgeren der oudheid. Benevens derzelver leerstelsels en eenige hunner schoonste spreuken, ten dienste der jeugd bewerkt[h] (1824)
- Le livre des prières de M. de Fénelon ... avec ses réflexions pour tous les jours du mois (17??). Vertaald als: Gebedenboek van Fénélon, aartsbisschop van Kameryk, met deszelfs overdenkingen, op alle dagen van de maand : voorafgegaan van eene uitlegging der ceremonien van de H. mis, en gevolgd van christelyke onderwyzingen[i] (1830)
- Nouveaux dialogues des morts (1712). Vertaald als: Nieuwe zamen-spraken der dooden, als mede verdichtzelen en vertellingen geschikt voor de opvoeding van een vorst[j] (1719)
- Traité de l'existence de Dieu (1713). Vertaald als: Vervolg van 't Bewys dat God is. In verscheide brieven genomen uit de godsdienst en overnatuurkunde, geschikt na 't gering verstand van de allereenvoudigste[k] (ca. 1715)
- Lettre à M. Dacier sur les occupations de l'Académie (1716)
- Dialoques sur l'éloquence (1718). Vertaald als: Fénelons gesprekken over de welsprekendheid in het algemeen, en over die van den kansel in het bijzonder; gevolgd van een uittreksel uit deszelfs brief aan de Fransche hoogeschool, tot het zelfde onderwerp betrekkelijk[l] (1817)
- Oeuvres spirituelles (1718). Vertaald als: Godsdienstige beschouwingen, gevolgd naar het Fransch van Fénelon, schrijver van den Telemachus ; voorafgegaan van de levensschets van dien auteur[m] (1808)
- Œuvres choisies de Fénélon (6 delen, 1798-1799)
- Brief van F. de Salignac de la Mothe Fénélon aan Mgr. den bisschop van Arras over het lezen der H. Schrift in de moedertaal[n] (1823)
- Over de kenteekenen der vroomheid[o] (1830)

Gedigitaliseerde versies van Fénelon's werken
1. ↑  De opvoedinge der meisjes, als meede onderwys voor eene jonge prinsesse van den heer de la Chetardye op Google Books. Gearchiveerd op 11 juli 2023.
2. ↑  Fabelen van Fenelon op Google Books. Gearchiveerd op 11 juli 2023.
3. ↑  Brief van Fénélon aan Lodewijk XIV op Google Books. Gearchiveerd op 11 juli 2023.
4. ↑  Verklaringe van de Maximen der Heyligen over het inwendige (geest'lyk) leeven op Google Books. Gearchiveerd op 11 juli 2023.
5. ↑  Byvoegselen rakende het boek genaamt de maximen der heyligen, over het inwendige (geestelyk) leeven ... op Google Books. Gearchiveerd op 11 juli 2023.
6. ↑  De gevallen van Telemachus, soone van Ulysses op Google Books. Gearchiveerd op 11 juli 2023.
7. ↑  De wellust der braven of de gekende en regt gesmaakte godsdienst op Google Books. Gearchiveerd op 11 juli 2023.
8. ↑  Korte levensschetsen van de meest vermaarde wijsgeren der oudheid op Google Books. Gearchiveerd op 11 juli 2023.
9. ↑  Gebedenboek van Fénélon op Google Books. Gearchiveerd op 11 juli 2023.
10. ↑  Nieuwe zamen-spraken der dooden, als mede verdichtzelen en vertellingen geschikt voor de opvoeding van een vorst. Eerste deel op Google Books
11. ↑  Vervolg van 't Bewys dat God is op Google Books. Gearchiveerd op 11 juli 2023.
12. ↑  Fénelons gesprekken over de welsprekendheid in het algemeen, en over die van den kansel in het bijzonder op Google Books. Gearchiveerd op 11 juli 2023.
13. ↑  Godsdienstige beschouwingen; voorafgegaan van de levensschets van dien auteur op Google Books. Gearchiveerd op 11 juli 2023.
14. ↑  Brief van F. de Salignac de la Mothe Fénélon aan Mgr. den bisschop van Arras over het lezen der H. Schrift in de moedertaal op Google Books. Gearchiveerd op 11 juli 2023.
15. ↑  Over de kenteekenen der vroomheid op Google Books. Gearchiveerd op 11 juli 2023.